# Ichthyosaurus
Ichtyosaurus (efter grekiska: ιχθυς = fisk och σαυρος = ödla) är ett utdött släkte av kräldjur i ordningen fisködlor och det enda släkte i familjen Ichthyosauridae. De levde under slutet av trias och början av jura. Fossil från Ichthyosaurus har främst påträffats i Europa, men det finns även fynd från Nordamerika. Ibland räknas släktet Ophthalmosaurus till samma familj.
Ichthyosaurs blev omkring 2 meter långa med en vikt på 80-100 kilo. Djuret uppvisade vissa likheter med dagens delfiner, men hade en fiskliknande vertikal stjärtfena. Delfinens horisontella stjärtfena är dock utvecklat från dess förfaders (det tidigare landlevande djurets) bakfötter och inte från en svans; likheten är helt kopplad till konvergent evolution. Ichthyosaurus namngavs redan 1818 av Charles Koenig.
Typisk var en lång nos med eller utan tänder samt stora ögon. Släktets medlemmar hade fiskar och bläckfiskar som föda.